# Інувік
Іну́вік — місто на північному заході Канади в Північно-західних територіях.

## Географія
Інувік знаходиться у зоні вічної мерзлоти за 200 км від Північного полярного кола та за 100 км від берега Північного Льодовитого океану. У Інувіці спостерігаються полярний день і полярна ніч. Найнижча температура в Інувіці склала -56,7 °C, а найвища - 32,9 °C. Зазвичай перші відлиги настають в травні, а морози в жовтні.

### Клімат
Місто знаходиться у зоні, котра характеризується континентальним субарктичним кліматом. Найтепліший місяць — липень із середньою температурою 14.1 °C (57.3 °F). Найхолодніший місяць — січень, із середньою температурою -26.9 °С (-16.4 °F).
| Клімат Інувіка          | Клімат Інувіка | Клімат Інувіка | Клімат Інувіка | Клімат Інувіка | Клімат Інувіка | Клімат Інувіка | Клімат Інувіка | Клімат Інувіка | Клімат Інувіка | Клімат Інувіка | Клімат Інувіка | Клімат Інувіка | Клімат Інувіка |
| Показник                | Січ.           | Лют.           | Бер.           | Квіт.          | Трав.          | Черв.          | Лип.           | Серп.          | Вер.           | Жовт.          | Лист.          | Груд.          | Рік            |
| Абсолютний максимум, °C | 5,4            | 5,2            | 6,1            | 13,8           | 25             | 32,8           | 32,8           | 32,5           | 26,2           | 20,9           | 10,6           | 5              | 32,8           |
| Середній максимум, °C   | −22,8          | −20,9          | −16,8          | −6,3           | 5,2            | 17,7           | 19,5           | 16             | 7,9            | −4,3           | −17,1          | −20            | −3,5           |
| Середня температура, °C | −26,9          | −25,5          | −22,3          | −11,8          | 0,4            | 11,6           | 14,1           | 11             | 3,9            | −7,6           | −21,1          | −24,1          | −8,2           |
| Середній мінімум, °C    | −31            | −30,1          | −27,7          | −17,4          | −4,5           | 5,5            | 8,6            | 5,9            | −0,1           | −10,9          | −25            | −28,2          | −12,9          |
| Абсолютний мінімум, °C  | −54,4          | −56,7          | −50,6          | −46,1          | −27,8          | −6,1           | −3,3           | −6,1           | −20,1          | −35            | −46,1          | −50            | −56,7          |
| Норма опадів, мм        | 12.5           | 13.1           | 11.9           | 9.8            | 17.3           | 17.3           | 35             | 39.4           | 29.3           | 24.4           | 16             | 14.8           | 240.6          |
| Днів з опадами          | 10,6           | 10,1           | 10,5           | 7,8            | 7,1            | 8,5            | 10,1           | 13,8           | 12,2           | 14,6           | 12,3           | 11,7           | 129,4          |
| Днів з дощем            | 0,1            | 0,1            | 0,1            | 0,3            | 2,5            | 7,1            | 10,8           | 13,9           | 8,9            | 1              | 1              | 0,1            | 44,7           |
| Днів зі снігом          | 11,2           | 10,9           | 11,3           | 8,3            | 5,9            | 1,3            | 0,1            | 1              | 5,3            | 15,1           | 13             | 12,4           | 95,8           |
| ----------------------- | -------------- | -------------- | -------------- | -------------- | -------------- | -------------- | -------------- | -------------- | -------------- | -------------- | -------------- | -------------- | -------------- |
| Джерело: Weatherbase    |                |                |                |                |                |                |                |                |                |                |                |                |                |

## Населення
Населення міста становить 3484 осіб (2006). Основною мовою в Інувіці є англійська.

## Інфраструктура
У Інувік можна дістатися по трасі Демпстер. По цій трасі можна дістатися до Туктояктука - ще більш північного міста, ніж Інувік.
У Інувіці є аеропорт. У Інувіці є міська лікарня та школа.